# Rhesala punctilinea
Rhesala punctilinea là một loài bướm đêm trong họ Noctuidae.